# Ocean Pacific
Ocean Pacific Apparel Corp. (Ocean Pacific o OP) è un'azienda tessile basata ad Irvine in California, Stati Uniti. Produce magliette, felpe e tazze.

## Storia
Il primo marchio "Ocean Pacific" è stato fondato da John Smith negli anni '60 come marchio di tavole da surf, che poi ha venduto insieme al suo negozio, North County Ding Repair. In seguito, Fred Ryan ha comprato il North County Ding Repair da John Smith insieme al marchio di tavole da surf Ocean Pacific. Il marchio sarà poi venduto a Don Hansen dell'Hansen Surf Shop.
Nel 1972, Jim Jenks di San Diego voleva creare abbigliamento e abbigliamento sportivo che soddisfacessero le esigenze dei surfisti dentro e fuori il surf. Ha ricevuto il nome dal suo datore di Lavoro, Don Hansen, e la linea di prodotto Ocean Pacific fu creata. L'idea di Jenks per l'abbigliamento con l'etichetta Ocean Pacific è diventata rapidamente popolare nella cultura del surf con il suo logo "OP" immediatamente riconoscibile.
I design di OP hanno mostrato la moda di ogni epoca nel corso degli anni, dalle strisce colorate degli anni '70 alle forme geometriche e colori vividi degli anni '80. Per quanto riguarda le strategie di marketing, a differenza di altre società di surf come Quiksilver o Billabong, OP si è affermata come un marchio di abbigliamento sportivo più generale, commercializzando i suoi prodotti nelle catene di negozi generici mentre altre società simili erano limitate ai negozi di surf indipendenti. Inoltre, OP ha anche disegnato abbigliamento sia per adulti che per giovani.
Il marchio Ocean Pacific ha avuto problemi finanziari negli anni '90. Il gruppo di investimento di Richard Baker, Doyle & Boissiere, ha acquistato Ocean Pacific nel 1998. Baker è rimasto mentre Warnaco ha acquisito Ocean Pacific nel 2003 e l'ha venduta all'attuale proprietario Iconix Brand Group nel 2006.

## Campagne pubblicitarie
Nell'estate del 2008 è stata lanciata una campagna pubblicitaria per festeggiare il trentacinquesimo anniversario della compagnia, con celebrità come l'attrice Rumer Willis, la star televisiva Kristin Cavallari, la cantante Christina Milian, il musicista e stilista Pete Wentz of Fall Out Boy e Clandestine Industries, l'attore Wilmer Valderrama, l'attrice e supermodella Josie Maran, l'attore e cantante Corbin Bleu.
La campagna pubblicitaria dell'estate 2009 comprendeva Sophia Bush, Solange Knowles e AnnaLynne McCord. Si sono, inoltre, uniti agli attori delle pubblicità dell'autunno 2009 l'attore Cody Linley, la star televisiva Brody Jenner e il musicista Joel Madden. OP ha anche fatto dei tour nel 2009 con Boys Like Girls, The Maine e Cobra Starship.
La squadra della primavera del 2010 è stata annunciata con un puzzle sul sito di Ocean Pacific. Il puzzle conteneva una foto nascosta della squadra e ogni giorno venivano rivelati dei pezzettini fino a che non è stato rivelato tutto il team. I membri della squadra OP della primavera 2010 erano l'attore Cory Monteith, l'attrice Jessica Szohr, l'attore e modello Trevor Donovan, l'attrice e cantante Dianna Agron, la cantante Cassie e l'attore Alex Meraz. Il motto della Primavera/Estate del 2010 era "Rock Your Shine".
I membri della squadra Primavera/Estate 2010 erano Mark Salling, Chord Overstreet, Aly Michalka, Brenda Song, Katerina Graham, e Rob Kardashian.
Iconix Brand Group ha firmato un contratto di vendita esclusiva con Walmart nell'agosto 2007. Al 2018 l'Iconix Brand Group ha ripreso il controllo della distribuzione del brand programmando un rilancio nella primavera 2019.